# Tolà
Segons el Llibre dels Jutges, Tolà (en hebreu תּוֹלָע בֶּן-פואה Tôlā ben Puā) fou un dels jutges bíblics d'Israel. Només és esmentat a Jutges 10:1-2 on es diu que pertanyia a la tribu d'Issacar i era fill de Puà i net de Dodó. Vivia a la població de Xamir, dins el territori de la tribu d'Efraïm. Tolà fou jutge d'Israel després de la mort d'Abimèlec. Va exercir durant vint-i-tres anys fins que va morir.